# الكاذب وحبيبته (فلم)
الكاذب وحبيبته (باليابانية: カノジョは嘘を愛しすぎてる) هو فيلم موسيقي ياباني رومانسي صدر في 14 ديسمبر 2013 من بطولة تاكيرو ساتو وساكوراكو أوهارا. وهو مبني على المانغا التي تحمل نفس الاسم لكوتومي أوكي.، بحلول ديسمبر 2013 ، حقق الفيلم 164 مليون ين (1.59 مليون دولار أمريكي). بحلول 19 يناير ، بلغ إجمالي أرباحه 1.58 مليار ين (15.13 مليون دولار أمريكي).

## القصة
قصة ملحن موسيقي ناجح للغاية ومع ذلك منعزل اسمه آكي أوغاساوارا الذي يدخل في علاقة مع معجبة تبلغ من العمر 16 عامًا في نزوة بينما يكذب عليها بشأن هويته الحقيقية ولكن في النهاية تدخل حبيبته في صناعة الموسيقى بنفسها ، مما يجعلها تكشف جميع أكاذيبه.